# Есагіла

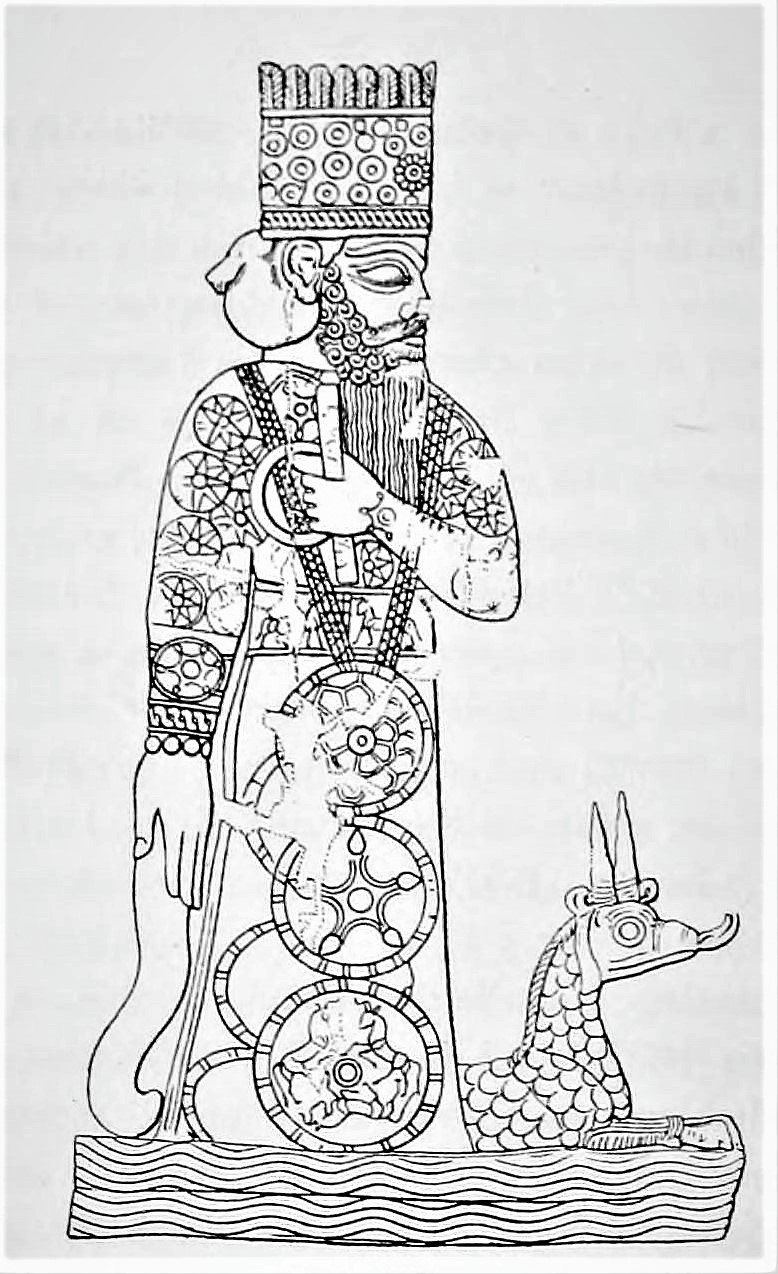
Мардук зі своїм драконом мухушшу на вавилонській циліндричній печатці

Есагіла (букв. «будинок піднятої голови») — храм, присвячений Мардуку, богу-покровителю Вавилона. Був великим культурним центром Стародавнього світу, розташованого у сучасному Іраку.

## Опис
У храмі зберігались зображення Мардука та інших покровителів міст, що потрапили під вавилонське панування у XVIII столітті до нашої ери. Окрім того, на території храму розташовувалась невелика водойма, названа Абзу, яка була образом батька Мардука, Енкі, який був богом всіх прісних вод.
Комплекс Есагіли, будівництво якого було завершено за правління Навуходоносора II (604—562 до н. е.), розташовувався у центрі Вавилона. Комплекс включав до свого складу великий двір (площею близько 40 × 70 метрів), що у свою чергу мав малий двір (площею близько 25 × 40 метрів), та, зрештою, центральний храм, що складався з передньої частини та святилища, де стояли статуї Мардука та його дружини Сарпаніт.
Відповідно до Геродота перський цар Ксеркс I прибрав з Есагіли статую, коли він затопив Вавилон у 482 до н. е., а також спаплюжив і розграбував комплекс разом із містом. Згодом Александр Македонський наказав відреставрувати Есагілу, а храм продовжував функціонувати упродовж II століття до нашої ери, будучи одним з останніх осередків вавилонської культури та клинопису, але, коли Вавилон опинився під володарюванням Парфянського царства у I столітті до нашої ери, занепав.
З величезної купи сміття, що була над її руїнами, Есагіла була розкопана Робертом Кольдевеєм у листопаді 1900 року, але він не став серйозно вивчати її до 1910 року. Підвищення рівня ґрунтових вод знищило значну частину висушених на сонці цеглин та інших старовинних матеріалів. Було знайдено багато глиняних табличок.